# Dolmens de Montsec
Les dolmens de Montsec sont deux dolmens situés à Ria-Sirach, dans le département français des Pyrénées-Orientales.

## Historique
Les deux dolmens ont été découverts en 1967 par Jean Abélanet. En 2009, Abélanet a constaté que le dolmen II, qui était situé à environ 400 m au nord-est du dolmen I, avait disparu, probablement détruit par l’aménagement d'une piste et d'une garenne par des chasseurs.

## Description
Le dolmen I est ruiné. La disparition de la couverture a accéléré la dégradation des dalles supports en schiste qui sont sont désormais très délitées et ont perdu de leur hauteur. La dalle de chevet s'est délitée en deux parties. L'orthostate côté est est fortement incliné vers l'intérieur de la chambre. La chambre ouvre plein sud. Le tumulus de forme sub-circulaire est en partie d'origine naturelle côté oriental. Il comporte, côté sud et ouest, des petites dalles plantées verticalement, dont deux en position rayonnante.
Le dolmen de Prat Clos est situé à environ 800 m au nord-ouest.